# オハイオ (1953年の曲)
「オハイオ」（Ohio ）は、1953年のブロードウェイのミュージカル『ワンダフル・タウン』で使われた曲のひとつで、主役の男女が、オハイオ州を離れてニューヨークへ向かうわが身を嘆いて歌う。
この曲は、レナード・バーンスタイン、ベティ・コムデン、アドルフ・グリーンの共作である。
オリジナルの1953年のブロードウェイ・プロダクションでは、この歌をロザリンド・ラッセルが歌った。特筆すべき録音としては、1960年のアルバム『Show Time』や、後に2011年の『My Heart』にこの曲を収録したドリス・デイによるものがある。このほかにも、この曲の特筆すべきリリースとして、2010年のテレビ番組『glee/グリー』におけるキャロル・バーネットとジェーン・リンチによる歌唱がある。